# المحكم في نقط المصاحف
كتاب المحكم في نقط المصاحف، هو كتاب لعثمان بن سعيد أبي عمرو الداني (ت:444هـ)، وهو كتاب في نقط الحروف وطريقة وضع العلامات عليها، ويعد من أكبر الكتب وأوسعها في هذا الباب.
وقد ذكر المؤلف موضوع الكتاب فقال: «هذا كتاب علم نقط المصاحف وكيفيته على صيغ التلاوة ومذاهب القراءة فيما اتفقوا عليه وما اختلفوا فيه وعلى ما سنه الماضون واستعمله الناقطون وما يوجبه قياس العربية وتحققه طريق اللغة، مشروحا ذلك بأصوله وفروعه مبينا بعلله ووجوهه، مع ذكر السنن الواردة عن السلف الماضين والأئمة المتقدمين في النقط ومن ابتدأ به أولا ومن كرهه منهم ومن ترخص فيه، إلى غير ذلك مما ينضاف إليه ويتصل به من ذكر رسم فواتح السور ورؤوس الآي والخموس والعشور ومن أبى ذلك ومن أجازه».

## الموضوع العام للكتاب
تكلم المؤلف عن الموضوع العام للكتاب فقال: «هذا كتاب علم نقط المصاحف وكيفيته على صيغ التلاوة ومذاهب القراءة فيما اتفقوا عليه وما اختلفوا فيه وعلى ما سنه الماضون واستعمله الناقطون، وما يوجبه قياس العربية وتحققه طريق اللغة مشروحا ذلك بأصوله وفروعه، مبينا بعلله ووجوهه، مع ذكر السنن الواردة عن السلف الماضين والائمة المتقدمين في النقط، ومن ابتدأ به أولا ومن كرهه منهم، ومن ترخص فيه إلى غير ذلك مما ينضاف إليه ويتصل به من ذكر رسم فواتح السور ورؤوس الآي والخموس والعشور ومن أبى ذلك ومن أجازه». 
فالكتاب يتحدث عن نقط المصاحف، حيث إنه من المعلوم أن الكتابة كانت بدون نقط، فذكر المؤلف هنا اختلاف السلف في نقط المصاحف، والسبب الداعي إلى النقط، واختلاف القراءات بحسب الاختلاف في النقط وما يتعلق بهذا من مسائل.

## محتويات الكتاب
يتكون الكتاب من أربعين بابا، وهي على النحو التالي:
- الباب الأول: باب ذكر المصاحف وكيف كانت عارية من النقط وخالية من الشكل ومن نقطها أولا من السلف والسبب في ذلك.
- الباب الثاني: باب ذكر من كره نقط المصاحف من السلف. ذكر منهم: ابن عمر، وقتادة، وابن سيرين، ومالك.
- الباب الثالث: باب ذكر من ترخص في نقطها وذكر منهم: ربيعة بن أبي عبد الرحمن، وابن أبي ليلى، والكسائي.
- الباب الرابع: باب ذكر ما جاء في تعشير المصاحف وتخميسها ومن كره ذلك ومن أجازه. والتعشير هو وضع علامة نهاية كل عشر آيات، والتخميس هو وضع علامة نهاية كل خمس آيات.[3] الباب الخامس: باب ذكر ما جاء في رسم فواتح السور وعدد آيهن ومن شدد في ذلك ومن تسهل فيه. والمراد بفواتح السور، ذكر سورة كذا وكذا، وعدد الآيات، وممن كره ذلك: ابن مسعود، وأبو رزين.
- الباب السادس: باب جامع القول في النقط وعلى ما يبنى من الوصل والوقف وما يستعمل له من الألوان وما يكره من جمع قراءات شتى وروايات مختلفة في مصحف واحد وما يتصل بذلك من المعاني اللطيفة والنكت الخفية.
- الباب السابع: باب ذكر القول في حروف التهجي وترتيب رسمها في الكتابة. ذكر فيه تعلم الناس الكتابة، فقيل إن المهاجرين تعلموا الكتاب من أهل الحيرة، وهم من أهل الأنبار.
- الباب الثامن: باب ذكر البيان عن إعجام الحروف ونقطها بالسواد. ذكر فيه طريقة العرب في النقط.
- الباب التاسع: باب ذكر نقط الحركات المشبعات ومواضعهن من الحروف. ذكر فيه ما يتعلق بالحركات الثلاث: الفتحة والكسرة والضمة.
- الباب العاشر: باب ذكر كيفية نقط ما لا يشبع من الحركات فيختلس أو يخفى أو يشم. ذكر فيه علامات الحروف المختلسة والمشمومة وما يتعلق بذلك، ومن ذلك مثلا: أن توضع نقطة فوق الحرف المختلس إن كان مفتوحا.
- الباب الحادي عشر: باب ذكر التشديد والسكون وكيفيتهما. ذكر موضع علامات الشدة في الحركات.
- الباب الثاني عشر: باب ذكر المد وموضعه في الحروف. ذكر علامة المد وكيف توضع.
- الباب الثالث عشر: باب ذكر التنوين اللاحق للأسماء وكيفية صورته وموضع جعله ذكر فيه التنوين، وبين أنه حرف من الحروف.
- الباب الرابع عشر: باب ذكر تراكب التنوين وتتابعه وكيفية نقط ما يلقى من الحروف. ذكر طريقة كتابة التنوين، وفصل فيما إذا كان بعده حرف من حروف الحلق أو غيرها.
- الباب الخامس عشر: باب ذكر حكم النون الساكنة وما بعدها في حال البيان والإدغام والإخفاء. ذكر ما يوضع على النون الساكنة بحسب ما يأتي بعدها من حروف.
- الباب السادس عشر: باب ذكر أحكام نقط المظهر من الحروف. ذكر علامة الإظهار كيف تكون.
- الباب السابع عشر: ذكر علامة الإدغام كيف تكون.
- الباب الثامن عشر: باب ذكر أحكام نقط ما يخفى من المدغم. ذكر علامة الإخفاء كيف تكون.
- الباب التاسع عشر: باب ذكر أحكام الصلات لألفات الوصل. ذكر العلامات التي تكتب على همزة الوصل بحسب الحركات قبلها.
- الباب العشرون: باب ذكر أحكام نقط الهمزة المفردة اللينة. ذكر فيه همزة القطع وما يوضع عليها بحسب حركتها وحركة ما قبلها.
- الباب الحادي والعشرون: باب ذكر أحكام الهمزتين اللتين في كلمة. ذكر فيه أحكام الهمزتين إن كانتا في كلمة واحدة. نحو: «أأنزل عليه».
- الباب الثاني والعشرون: باب ذكر أحكام الهمزتين اللتين من كلمتين. ذكر فيه أحكام الهمزتين إن كانتا في كلمتين، مثل: «جاء أحدهم»
- الباب الثالث والعشرون: باب ذكر الألف وموضع الهمزة منها. ذكر فيه الألف إذا اجتمع مع الهمز كيف تكتب.
- الباب الرابع والعشرون: باب ذكر الياء وموضع الهمزة منها ذكر فيه كيف تكتب الهمزة مع الياء.
- الباب الخامس والعشرون: باب ذكر الواو وموضع الهمزة منها. ذكر فيه كيف تكتب الهمزة مع الواو.
- الباب السادس والعشرون: باب ذكر نقط ما اجتمع فيه ألفان فحذفت إحداهما اختصارا. ذكر فيه العلامة التي تكون على الألف الباقية بعد حذف الألف الثانية لالتقائهما.
- الباب السابع والعشرون: باب ذكر نقط ما اجتمع فيه ياءان فحذفت إحداهما إيجازا. ذكر فيه العلامة التي تكون على الياء الباقية بعد حذف الياء الثانية لالتقائهما، مثل كلمة: «النبين».
- الباب الثامن والعشرون: باب ذكر نقط ما اجتمع فيه واوان فحذفت إحداهما تخفيفا. ذكر فيه العلامة التي تكون على الواو الباقية بعد حذف الواو الثانية لالتقائهما، مثل كلمة: «تئويه».
- الباب التاسع والعشرون: باب ذكر نقط ما زيدت الألف في رسمه. ذكر فيه أن كتَّاب المصاحف أجمعوا على زيادة الألف في الرسم في أصل مطرد وخمسة أحرف، والأصل المطر هو ما جاء من لفظ مائة ومائتين.
- الباب الثلاثون: باب ذكر نقط ما نقص هجاؤه. ذكر فيه بعض الكلمات التي وصلت وهي منفصلة، ووصلت بحذف بعض الأحرف.
- الباب الحادي والثلاثون: باب ذكر الدارة التي تجعل على الحروف الزوائد والحروف المخففة وأصلها ومعناها. ذكر فيه الحروف الزوائد في الخط المعدومة في اللفظ، وما يوضع فيها من علامات.
- الباب الثاني والثلاثون: باب ذكر اللام ألف وأي الطرفين منه هي الهمزة. ذكر فيه رسم اللام ألف وهل الهمزة تسبق أم اللام.
- الباب الثالث والثلاثون: ذكر البيان عن مذاهب متقدمي أهل العربية وتابعيهم من النقاط وأهل الأداء في النقط. ذكر فيه ما اتفقوا على نقطه وما اختلفوا فيه.
- الباب الرابع والثلاثون: باب المقيد من الألفات بنقطتين. المقيد من الألف مثل: فلما أنبأهم، والسيئات.
- الباب الخامس والثلاثون: باب الهمز الساكن. ذكر فيه طريقة نقط الهمزة الساكنة.
- الباب السادس والثلاثون: باب الهمز المتحرك. ذكر فيه طريقة كتابة الهمز المتحرك بحب موقعها وما قبلها وبعدها.
- الباب السابع والثلاثون: باب الهمزتين. ذكر فيه طريقة نقط الهمزتين في كلمة أو كلمتين.

- الباب الثامن والثلاثون: باب الواوات وتفسير نقطهن. ذكر فيه طريقة النقط على الواوات بحسب موقعها وما قبلها وبعدها.

- الباب التاسع والثلاثون: باب الألفات وتفسيرهن. ذكر فيه أحكام الألف بحسب ما قبله وبعده.

- الباب الأربعون: باب اللام ألف. ذكر فيه نقط اللام ألف، وأنه على اثني عشر وجها.

## أبرز ميزات الكتاب
1. أنه كتاب جمع أكثر من علم، فإن المؤلف لم يقتصر على نقط الحروف والعلامات فقط، بل تكلم عن العلامات نفسها، وعن حذف بعض الحروف، وعن إبقاء بعض الحروف مع حذفها لفظا، وغير ذلك.
2. السهولة في العبارة.
3. ذكر الأمثلة من القرآن الكريم لما يذكره من أحكام.
4. نقل الآراء بالأسانيد مما يجعلها أكثر وثوقية.
5. يعد من أكبر الكتب المؤلفة في موضوعه في الثقافة العربية، وهو أكبر الكتب التي وصلتنا في الموضوع. [1]

## طبعات الكتاب
طبع الكتاب عدة طبعات، وهي:
1. طبعة دار الكتب العلمية، بتحقيق محمد حسن محمد إسماعيل، عام 2004م.
2. طبعة دار الغوثاني للدراسات القرآنية، بتحقيق: أ.د. غانم قدوري الحمد، عام 2017م.
3. طبعة دار الفكر، بتحقيق عزة حسن، عام 1407هـ، والطبعة الثانية: 1418هـ.